# Fantasy: Mariah Carey at Madison Square Garden
Fantasy: Mariah Carey at Madison Square Garden é o quarto lançamento em vídeo da artista musical estadunidense Mariah Carey. Este apresenta Mariah Carey se apresentando ao vivo no estádio Madison Square Garden em 10 de Outubro de 1995. O álbum foi originalmente lançado em VHS no início de 1996, e em DVD foi lançado no final de 2004. Ele foi distribuído pela Columbia Pictures.
Originalmente exibido como um especial de televisão em 29 de novembro de 1995 na Fox, o vídeo apresentou a Carey um concerto para celebrar e promover seu quinto álbum de estúdio, Daydream, e para ajudar a preparar ela e sua equipe para a turnê Daydream World Tour em 1996. Carey cantou cinco músicas do Daydream - "Fantasy", "One Sweet Day", "Always Be My Baby", "Open Arms", e "Forever"- além de seis de seus sucessos mais antigos: " Vision of Love ", " Faça acontecer "," eu estarei lá ","Sem você ".
O concerto contou com um número de estrelas convidadas. Boyz II Men performou "One Sweet Day" com Carey, e Wanya Morris de Boyz II Men também tocou "I'll Be There" com ela. Embora ele não tenha se apresentado com Carey, Ol' Dirty Bastard saiu e bateu algumas de suas falas no Bad Boy Remix de "Fantasy".
O lançamento em vídeo vem com dois videoclipes bônus de "One Sweet Day" e o C&C Video Edit de "Anytime You Need a Friend". Performances de "Vision of Love", "Make It Happen", "Fantasy" e "One Sweet Day" deste concerto seriam mais tarde compiladas em áudio como versões oficiais em singles comerciais/promocionais.
Fantasy: Mariah Carey at Madison Square Garden foi relançada em 2008 como parte de Mariah Carey: DVD Collection, um conjunto 2DVD incluindo também o #1's.
O vídeo é apresentado em uma versão ligeiramente alterada, omitindo a introdução de Carey de seus membros anteriores a "Vision of Love", cenas do outro que mostravam Ol 'Dirty Bastard, cenas dela acenando para a platéia no encerramento do show, e o crédito de "Joy to the World – From St. John the Divine", já que o desempenho não foi incluído na versão em VHS ou DVD deste lançamento (mas originalmente foi ao ar no especial da FOX).
Fantasy: Mariah Carey at Madison Square Garden é amplamente considerada uma das melhores performances de Carey de todos os tempos, com os críticos aplaudindo sua escolha de músicas e a capacidade de imitar ao vivo as notas exatas da versão do estúdio.

## Faixas
| Versão padrão  |                                              |                                                                                  |         |  |
| N.º            | Título                                       | Compositor(es)                                                                   | Duração |  |
| 1.             | "Fantasy"                                    | Mariah Carey Dave Hall Chris Frantz Tina Weymouth Adrian Belew Steven Stanley    |         |  |
| 2.             | "Make It Happen"                             | Carey Robert Clivillés David Cole                                                |         |  |
| 3.             | "Open Arms"                                  | Steve Perry Jonathan Cain                                                        |         |  |
| 4.             | "Dreamlover"                                 | Carey Hall                                                                       |         |  |
| 5.             | "Without You#Versão de Mariah Carey"         |                                                                                  |         |  |
| 6.             | "One Sweet Day"                              | Carey Walter Afanasieff Michael McCary Nathan Morris Wanya Morris Shawn Stockman |         |  |
| 7.             | "I'll Be There"                              | Berry Gordy Bob West Hal Davis Willie Hutch                                      |         |  |
| 8.             | "Hero"                                       | Carey Afanasieff                                                                 |         |  |
| 9.             | "Always Be My Baby"                          | Carey Jermaine Dupri Manuel Seal                                                 |         |  |
| 10.            | "Forever"                                    | Carey Afanasieff                                                                 |         |  |
| 11.            | "Vision of Love" / "Fantasy (Bad Boy Remix)" | Carey Ben Margulies                                                              |         |  |
| Duração total: | Duração total:                               | Duração total:                                                                   | 59:00   |  |

| Vídeos bônus |                                            |                   |         |  |
| N.º          | Título                                     | Diretor(es)       | Duração |  |
| 12.          | "One Sweet Day" (com Boyz II Men)          | Larry Jordan      |         |  |
| 13.          | "Anytime You Need a Friend" (versão dance) | Danielle Federici |         |  |

## Desempenho
| Parada                                     | Posição | Certificação | Vendas  |
| ------------------------------------------ | ------- | ------------ | ------- |
| França - Music DVD Chart                   |         | Ouro         | 10.000  |
| Estados Unidos - Billboard Top Music Video | 1       | Platina      | 100.000 |